# Csont

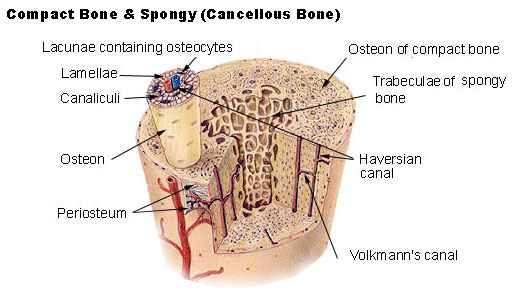
Hosszú csöves csont keresztmetszete, amelyen mind a szivacsos (substantia spongiosa), mind a tömött (substantia compacta) csontállomány látható

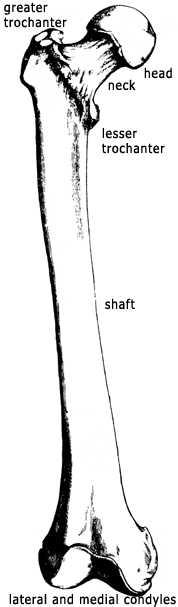
Emberi combcsont (hosszú csöves csont)

A csont (latinul os, többes számban ossa) a gerincesekben megtalálható kemény szerv. A csontokat magasan mineralizált csontszövet alkotja. A csontváz a test alakját adja meg és védi azt a külső behatásokkal szemben. A csontrendszer (systema skeletale) az élő emberi test súlyának hozzávetőlegesen 10%-át kitevő része.

## A csontváz
Az emberi csontváz felépítésében a járulékos csontokat leszámítva mintegy 206 csont vesz részt. A csontokat a szervezetben az ízületeken keresztül szalagok és egyéb járulékos elemek egyesítik csontvázzá. A csontok kemény, szilárd és egyúttal rugalmas képletek. A csontok külső felszínét csonthártya (periosteum) borítja, a csontok belső üregét csontbelhártya (endosteum) béleli.

## Alapvető funkciói
- meghatározza a test alakját és méreteit, annak belső szilárd vázát, az endoskeletont alkotja
- védelem – elhatárolja a különböző testüregeket (koponyaüreg, orrüreg, szájüreg, szemüreg, mellüreg, gerinccsatorna, kismedence), és a bennük lévő szerveket védi a külső hatásokkal szemben. Például a koponya csontjai védik az agyat
- vérképzés – a szivacsos csontvelőüregben található a vörös csontvelő, amely a vér sejtes elemeit képezi (a sárga csontvelő energiatároló zsírszövet)
- az emberi test mozgásának passzív szerve
- ásványi anyagok raktára – a csontban raktározódik a kalcium és a foszfor, ahonnan szükség esetén mobilizálódnak
- sav-bázis egyensúly – a csont képes különböző bázisok megkötésére vagy felszabadítására
- méregtelenítés – a nehézfémek gyors megkötésére képes, kivédve ezáltal káros hatásukat. Később kis, ártalmatlan mennyiségekben adja le.

## A csontszövet összetétele
A gerincesek csontjait a támasztószövetek csoportjába tartozó csontszövet építi fel. A csontok, illetve a csontszövet 40%-a víz, a száraz anyagban szervetlen (anorganikus) és a szerves (organikus) alkotórészek egyaránt szerepelnek:
- 35% a szerves rész:
  - osteokollagén rostok (I-es típusú kollagén),
  - osteocalcin (glikoprotein) és
  - sialoprotein.
- 65% a szervetlen rész:
  - ennek mintegy 85%-a hidroxilapatit (Ca10(PO4)6(OH)2)
  - kalcium-karbonát,
  - magnézium-karbonát,
  - kova (szilícium-dioxid),
  - alkáli sók stb.

### A csont sejtes alkotórészei
- Csontképző sejtek (osteoblastok), a csont növekedésének és átépülésének a helyén fordulnak elő. Megfelelően szétágazó nyúlványrendszerük van, nagy mennyiségben állítják elő az ún. I-es típusú kollagént.
- Csontsejtek (osteocyták), tulajdonképpen a csontszövet belsejében rekedt osteoblastok. Tápanyagforgalmukat minden irányba kinyúló, nyúlványrendszerük biztosítja, ezek biztosítják a csontok ásványi anyagforgalmát is.
- Csontfaló sejtek (osteoclastok), a csontfelszívódás helyén fordulnak elő. Működésük következtében a csont felszínén (kimaródás) bemélyedés (Howship-féle lacuna) jön létre.

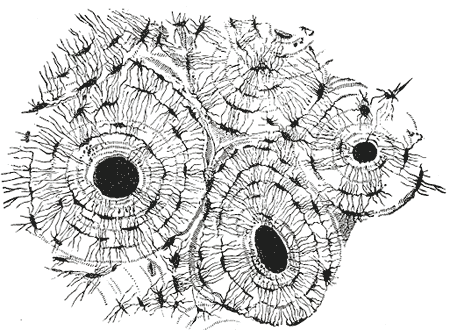
Tömött csontszövet keresztmetszete (Havers-rendszer). A lemezek között szilvamag alakú csontsejtek
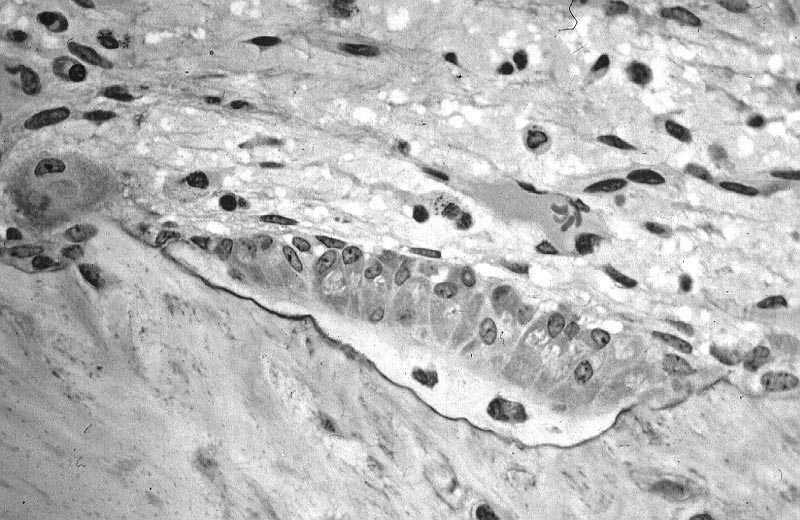
Tömött csontállományt képző csontépítő sejtek
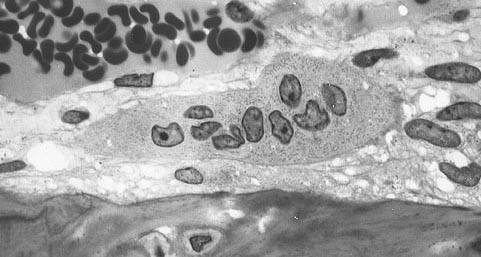
Csontfaló sejt (osteoclast): többmagvú óriássejt

### A csontok típusai
- Hosszú csöves csontok
- Lapos csontok
- Légtartalmú (pneumatikus) csontok
- Köbös vagy szabálytalan csontok

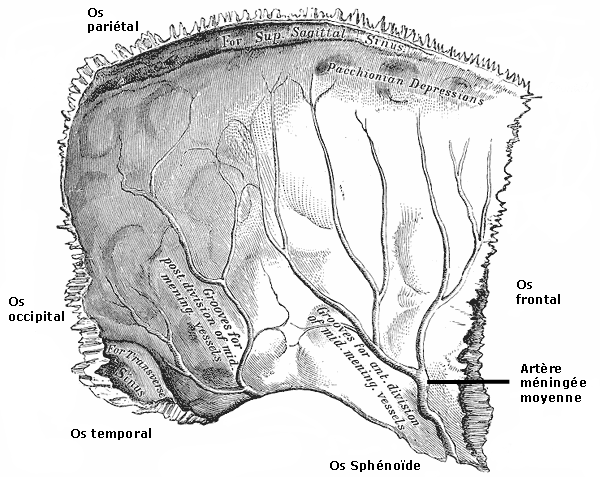
Emberi falcsont belső felszíne (lapos csont)
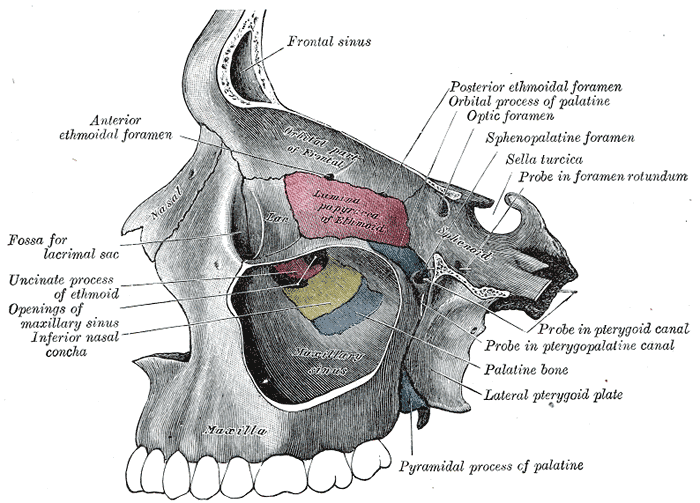
Emberi felső állcsont (légtartalmú; pneumatikus csont) légtartalmú ürege, az arcüreg (sinus maxillaris) feltárva
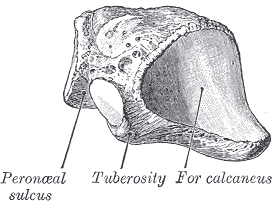
Emberi köbcsont (szabálytalan vagy köbös csont)

## A csont alkalmazása

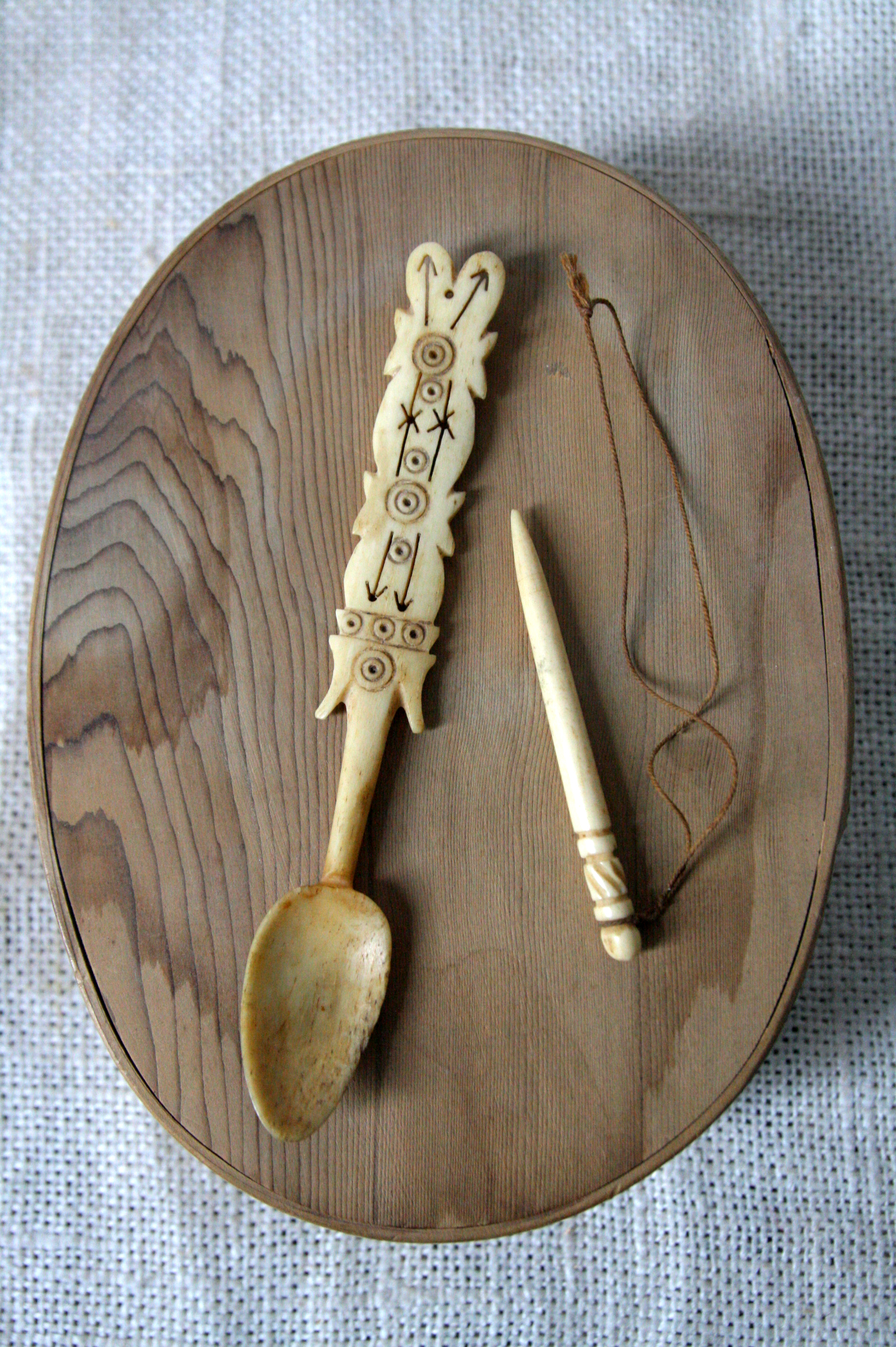
Régi csonteszközök

Ősidőktől fogva használ az ember csonteszközöket. Viszonylag könnyű megmunkálhatóságának köszönhetően gyakran díszíti is. Mára a műanyagnak köszönhetően sokat vesztett funkcionális jelentőségéből, de dísztárgyként napjainkban is kedvelik. Legértékesebbek az elefántcsontból készült tárgyak.
Csontból készítenek enyvet is, ezt csontenyvnek nevezik.

## Galéria

Emberi csontváz áttekintő ábrája a fő részek nevének feltüntetésével
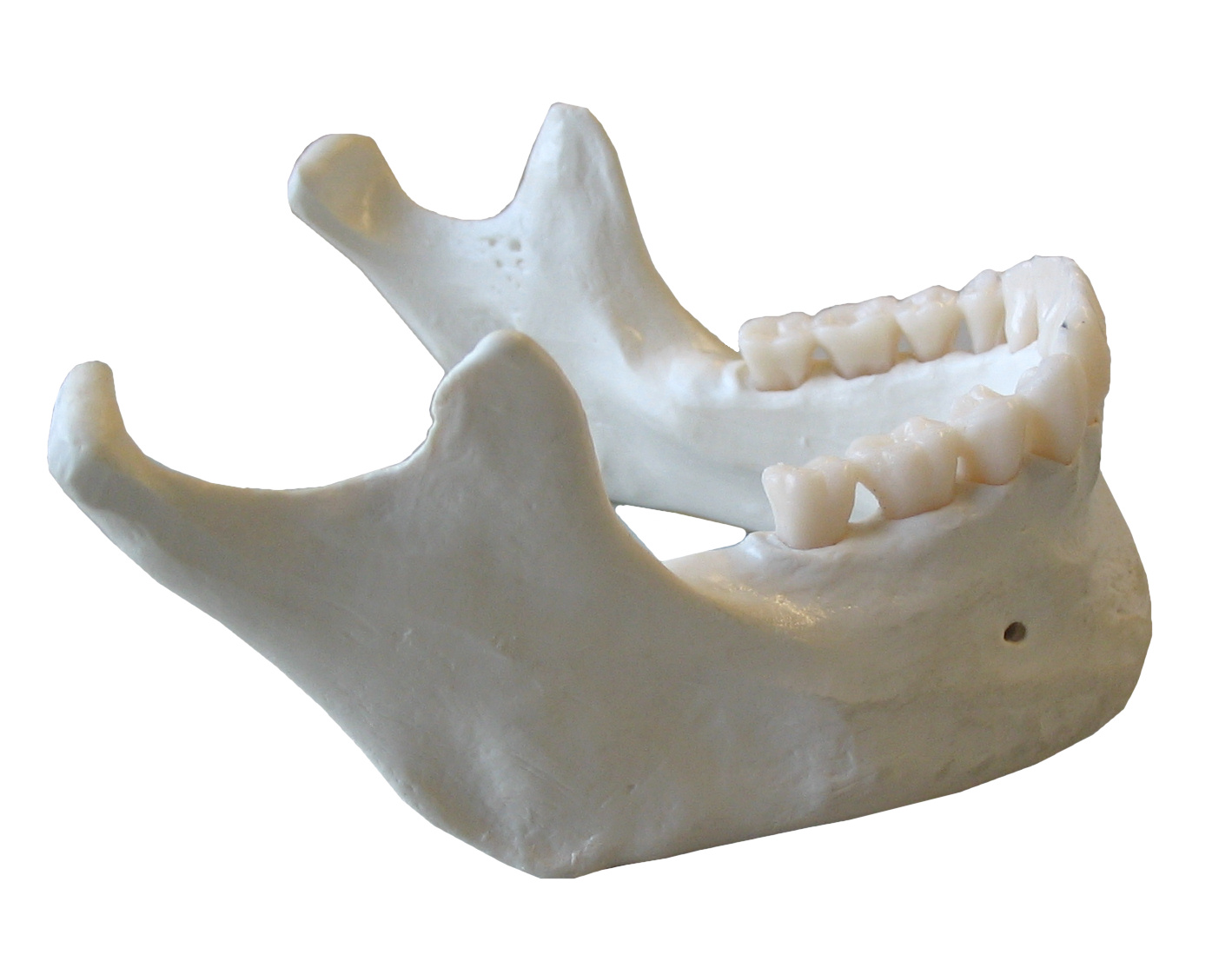
Emberi állkapocscsont
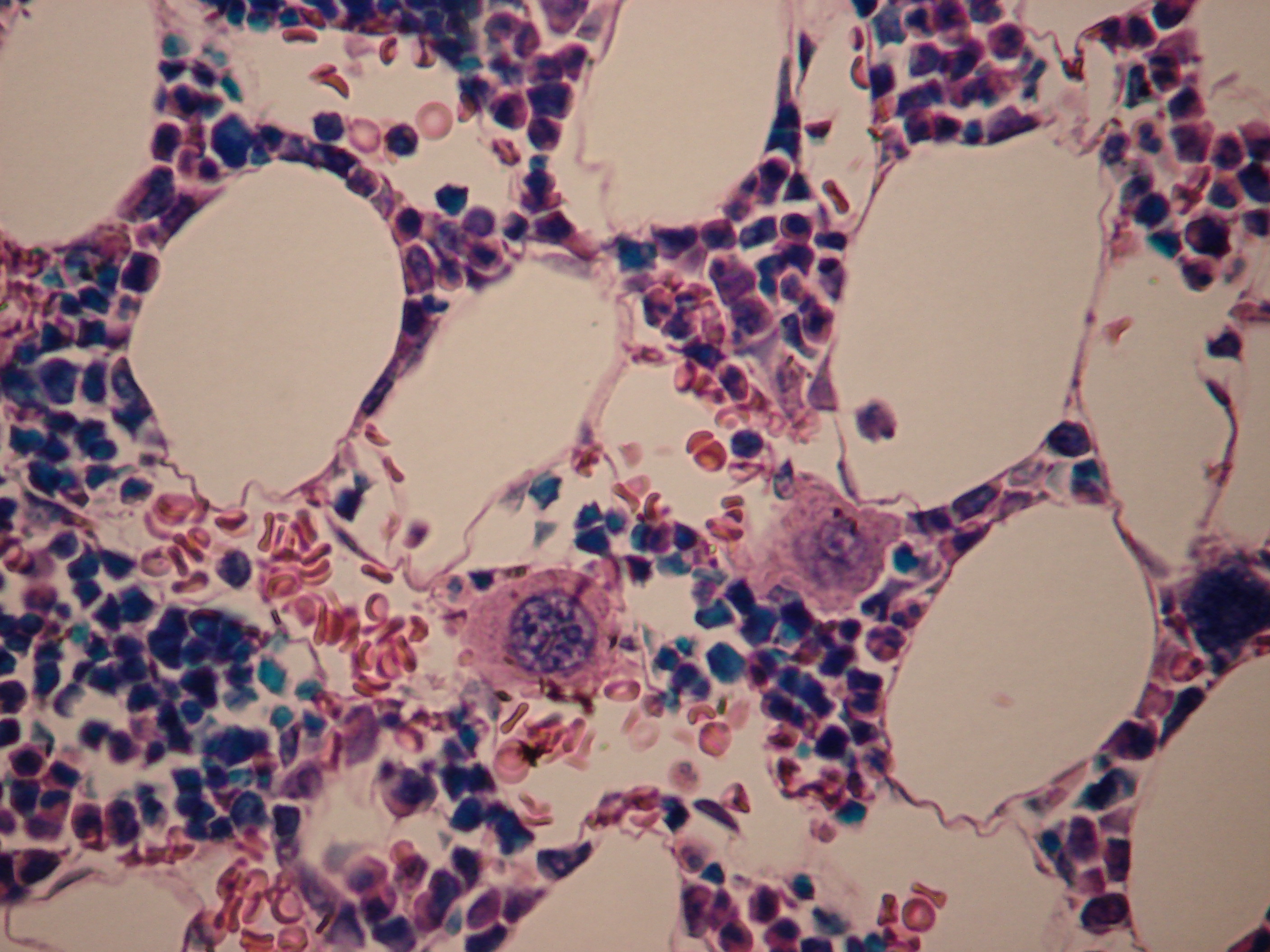
Vörös csontvelő metszete

## Kiegészítő irodalom
- Mende Balázs: Általános csonttan, Részletes csonttan, Paleoantropológiai metodikák, Történeti  járványtani ismeretek, Paleopatológia. Régészeti csonttan. [2010. március 10-i dátummal az eredetiből archiválva]. (Hozzáférés: 2010. március 11.)
- Pásztor Emil. „A koponya”, Magyar Tudomány. [2010. március 4-i dátummal az eredetiből archiválva] (Hozzáférés: 2010. március 11.)

- Csont, A Pallas nagy lexikona. Arcanum (1998). ISBN 963 85923 2 X. Hozzáférés ideje: 2010. március 11.

## Külső hivatkozások
- Embertan: Az ember mozgása: A csontok felépítése és betegségei. termtud.akg.hu. [2010. április 16-i dátummal az eredetiből archiválva]. (Hozzáférés: 2010. március 11.)
- Egészség - Ismerettár: A mozgásszervekről I. rész: 3. A mozgásrendszer anatómiai felépítése és működése: A csontrendszer. Vitalitas.hu. [2010. január 10-i dátummal az eredetiből archiválva]. (Hozzáférés: 2010. március 11.)

- A csontrendszer. Testmester.net. [2010. február 22-i dátummal az eredetiből archiválva]. (Hozzáférés: 2010. március 11.)

- Tóth Gábor: A csontrendszer. Tóth Gábor egészség és életmód. [2010. március 24-i dátummal az eredetiből archiválva]. (Hozzáférés: 2010. március 11.)